# Lộc (họ)

Chữ Lộc (鹿) bằng tiếng Hán

Lộc (chữ Hán phồn thể: 鹿; chữ Hán giản thể: 鹿; phiên âm sang latinh thành "Lu") là một họ người không phổ biến tại Trung Quốc, Việt Nam. Tại cả Việt Nam và Trung Quốc họ này đều thuộc dạng không phổ biến...

## Những người nổi tiếng

### Tại Việt Nam
- Lộc Văn Trọng trung đội phó lái xe ô tô thuộc Cục Vận tải, Tổng cục Hậu cần, đảng viên Đảng Cộng sản Việt Nam.
- Lộc Văn Lùng một trong số 34 đội viên của Đội Việt Nam tuyên tuyền Giải phóng quân (VNTTGPQ).
- Lộc Thị Đào Nữ cung thủ, của đơn vị Hà Nội.

### Tại Trung Quốc
- Lộc Hàm Tức Luhan, ca sĩ Solo của Trung Quốc, cựu thành viên Boyband KPOP EXO
- Lộc Tâm Xã, chính khách nước Cộng hòa Nhân dân Trung Hoa.